# Ушаков, Пётр Анисимович
Пётр Ани́симович Ушако́в (8 июня 1861, Гафидово, Московская губерния — 10 декабря 1943, Москва) — русский архитектор.

## Биография
Петр Анисимовчич Ушаков (по анкете, заполненной в 1943 году, — Онисимович) родился 8 июня 1861 года в деревне Гафидово Клинского уезда Московской губернии. Окончил Московское училище живописи, ваяния и зодчества с большой серебряной медалью. С 1891 года становится чертёжником 6-го отделения городской управы, затем — смотрителем городских зданий и сооружений. Классный художник — архитектор с 1892 года. Служил в обществе Николаевской железной дороги. С 1901 года — архитектор Московского попечительного о бедных комитета. В мастерской П. А. Ушакова работал архитектор Н. К. Курдюков. П. А. Ушаков проектировал здания в Москве, Осташкове и других городах. До 1917 года жил в Грохольском переулке (владение 4) в доме, который был построен по его проекту, а также в своем имении Кошкино (Тульской губернии). Последние годы жизни провёл в Москве и в своем доме в окрестностях подмосковного Абрамцева. Имел трёх сыновей и двух дочерей. Скончался 10 декабря 1943 года. Похоронен на Ваганьковском кладбище (уч.16).
- Дом архитектора Ушакова а Грохольском переулке (старинная открытка)
- Визитная карточка архитектора П.Ушакова
- П. А. Ушаков на торжественном собрании в Московской Городской Думе
- Пятницкая улица, 3
- Большая Ордынка, 29
- Большая Ордынка, 18 (ныне посольство Бахрейна)

## Постройки в Москве
- Перестройка доходного дома (в основе — гостиница 1816 г.) (1892, ул. Сретенка,1). В советское время в этом здании находился знаменитый московский комиссионный магазин, в котором снимали эпизод фильма «Берегись автомобиля». Там по сюжету работал продавцом герой А. Миронова. [7]
- Доходный дом (1892, ул. Большая Ордынка, 18). Ныне Посольство Бахрейна в России, памятник архитектуры[8];
- Особняк и лечебница доктора Ермолина (1893, Денежный переулок, 24)[9];
- Городская усадьба Н. И. Позднякова — С. В. Волковой — В. Н. Грибова (кон. XIX в, Большая Никитская, 51), объект культурного наследия регионального значения[7];
- Подворье Малоярославецкого Никольского монастыря, перестроенное в 1930-е годы (1899, улица Большая Ордынка, 29)[9];
- Реставрация церкви Похвалы Пресвятой Богородицы, что в Башмакове, совместно с Н. С. Курдюковым, под наблюдением И. П. Машкова (1900, Москва, Пречистенская набережная, у дома № 45/1), не сохранилась[10][11];
- Глазная больница им. Гемгольца (1900, Фурманный переулок, 19);[12];
- Доходный дом (1901, Просвирин переулок, 5)[13];
- Типография (1905, ул. Жуковского, 4)[9];
- Ризница Храма Воскресения Словущего на Ваганьковском кладбище (1905, ул. Сергея Макеева, 15);
- Глазная лечебница (1905, Протопоповский переулок, 25);
- Доходный дом (1907, Колокольников переулок, 11);
- Доходный дом (1908—1909, Пожарский переулок, 9), выявленный объект культурного наследия[7];
- Доходный дом (1909, Уланский переулок, 13, правое строение);
- Больница Набилковской богадельни Императорского Человеколюбивого общества (1909, Астраханский переулок, 17)[9];
- Особняк купца Лукутина, в советское время надстроенный шестью этажами (1910, Вишняковский переулок, 23)[14];
- Перестройка фабричного корпуса во владении В. Гроссе (1897, арх. И. А. Иванов-Шиц) в типографию (1911, Москва, Мыльников переулок — Улица Жуковского, 14)[9];
- Доходный дом (1912, ул. Машкова, 12)[9];
- Доходный дом (1913—1917, Пятницкая улица, 3/4)[7].
- Грохольский переулок, владение 4 (собственный дом П. А. Ушакова, отражён в акварелях Т.Мавриной);[15]
- Дача купца, выборного Московского купеческого общества Егора Кузьмича Егорова в Сокольниках (участок № 1871 по 5-му Лучевому просеку, территория авиационного госпиталя). Дом частично сохранился.[16]